# Somalijska Rewolucyjna Partia Socjalistyczna
Somalijska Rewolucyjna Partia Socjalistyczna – somalijska partia polityczna sprawująca tam jednopartyjne rządy w latach 1976–1980.

## Historia
Zakaz istnienia jakichkolwiek stowarzyszeń politycznych był jednym z pierwszych dekretów Najwyższej Rady Rewolucyjnej która objęła rządy w wyniku wojskowego zamachu stanu z 1969 roku. W 1971 roku pod radzieckim naciskiem (ZSRR było głównym dostawcą uzbrojenia do Somalii) Mohammed Siad Barre ogłosił zamiar ustanowienia rządzącej monopartii. Kongres założycielski formacji odbył się w czerwcu 1976 roku. Partia przejęła funkcję Najwyższej Rady Rewolucyjnej która uległa samorozwiązaniu. Somalijska Rewolucyjna Partia Socjalistyczna przyjęła ideologię socjalizmu naukowego a jej przewodniczącym został Siad. Ugrupowanie rozwiązane zostało w 1980 roku a jego funkcje ponownie przejęła Najwyższa Rada Rewolucyjna.